# Лозовеньковское водохранилище
Лозовеньковское водохранилище — небольшое русловое водохранилище на реке Лозовенька (левом притоке реки Лопань).
Расположено в Харьковском районе Харьковской области.
Водохранилище построено в 1932 году по проекту института «Укргипровод» одновременно с Вяловским водохранилищем. Строительная организация — трест «Водострой». Назначение — техническое водоснабжение города Харькова, рекреация, орошение. Вид регулирования — сезонное.

## География
Водохранилище расположено в балке Лозовенька в Харьковском районе Харьковской области.
На обоих берегах водохранилища в его верховьях расположен посёлок Черкасская Лозовая; на правом берегу — пгт Малая Даниловка и село Чайковка. На левом берегу расположены коттеджные посёлки Флоринка (Харьков) и Родичи.

## Основные параметры водохранилища
- Нормальный подпорный уровень — 125,6 м в 1990 году[2] (в 1940 году был 124,8)[1];
- Форсированный подпорный уровень — 127,7 м;
- Полный объём — 4,0 млн м³;
- Полезный объём — 3700000 м³;
- Длина — 3,0 км;
- Средняя ширина — 0,33 км;
- Максимальные ширина — 0,45 км;
- Средняя глубина — 4,0 м;
- Максимальная глубина — 9,5 м.

## Основные гидрологические характеристики
- Площадь водосборного бассейна — 70 км².
- Годовой объём стока 50 % обеспеченности — 4370000 м³.
- Паводковый сток 50 % обеспеченности — 3150000 м³.
- Максимальный расход воды 1 % обеспеченности — 52,8 м³/с.

## Состав гидротехнических сооружений
- Глухая земляная плотина длиной — 295 м, высотой — 13,0 м, шириной — 14 м. Заделка верхового откоса — 1:3,5, низового откоса — 1:2,5.
- Береговой многоступенчатый водосброс с 8 ступенями при общей высоте 9,2 м, из монолитного железобетона, водобойные пороги из бутобетона.
- Рекомендуемый водовыпуск из двух чугунных труб диаметром 350 мм.

## Использование водохранилища
Основное назначение Лозовеньковского водохранилища — техническое водоснабжение Харькова. Также вода водохранилища используется для орошения Лозовеньковского питомника декоративных растений. Гидротехническое сооружение находится на балансе КП «Комплекс водозливової каналізації» Харьковского городского совета.

## Карты
- Карта-километровка Харькова [[РККА]], 1941 год. // (Лозовеньковский) пруд // Контора Водостроя.
- Лозовеньковское водохранилище на Google